# رأس جالوت
رأس جالوت (عبری: ראש גלות، آرامی:ריש גלותא، به معنای «رئیس آوارگان») به رهبر یهودیان در بابل بعد از کشته شدن شاه ژکونیا و نابودی معبد دوم و به اسارت گرفته شدن یهودیان گفته می‌شد. مردمی که تحت امر راس جالوت بودند گلاه یا جالوت نامیده می‌شدند.
این مقام به صورت نسبی بود و صاحبان آن دارای شجره نامه تا رسیدن به داوود نبی بودند. اولین اشاره به این مقام در زمانی که بابل جزئی از امپراتوری پارتیان بود می‌باشد. این مقام تحت سلطه حکومتهای مختلف از جمله ساسانیان و بعد از آن اعراب ادامه پیدا کرد.

## تاریخچه و شکل‌گیری
تاریخ این مقام به بخش قبل و بعد از اسلام تقسیم می‌شود. به‌طور کلی اطلاعات کافی از راس جالوت قبل از قرن دوم میلادی در دست نیست. یهودیانی که در بابل زندگی می‌کردند متحد شده و سازمانی برای خود ایجاد کردند. به دلیل اینکه افرادی که از نسل داوود بودند دارای احترام بسیار زیادی در بین مردم بودند به رهبری انتخاب می‌شدند.
در زمان قبل از سلطه اعراب معمولاً اطلاعات در مورد این مقام از تلمود به دست آمده‌است. تلمود در مورد تاریخچه آن صحبت نکرده و بیشتر در مورد فعالیت‌ها و حقوق آن صحبت می‌کند. بعد از اسلام و شکل‌گیری حکومت اموی و عباسی این سازمان دارای قدرت بیشتری شده و شکوفا گردید.

## دارندگان این مقام
لیستی از افرادی که دارای مقام راس جالوت بودند به شرح زیر موجود است:
- ژکونیا، که آخرین پادشاه از نسل داوود بود. او از نبوکدنصر شکست خورد و در بابل به همراه نخبگان یهودیان به اسارت گرفته شد.
- شیلتیل پسر ژکونیا.
- زروبابل پسر پدایا که از پسران ژکونیا بود.
- مشولام پسر زروبابل.
- حنانیا پسر زروبابل.
- برشیا پسر زروبابل.
- حسدیا پسر حنانیا.
- جسایا پسر حنانیا.
- عبادیا پسر حنانیا.
- شمایا پسر حنانیا.
- شچانیا پسر حنانیا.
- حزکیا پسر نریا پسر شمایا.
- اکوب پسر الیونای پسر نیاریا پسر شمایا.
- نهوم.
- جوهانان.
- شفات.
- آنان.
- ناتان اکبان.
- حنا دوم.
- ناتان اکبان دوم.
- نهمیا.
- مراکبان سوم.
- حنا سوم.
- ابا.
- ناتان.
- مر کاهانا.
- حنا چهارم.
- مر زترا.
- کاهانا دوم پسر مر زترا.
- حنا پنجم پسر مر زترا، در سال ۴۷۰ میلادی توسط پیروز یکم شاه ساسانی اعدام شد.
- حنا ششم پسر کاهانا دوم، مقام را به صورت رسمی به دلیل مخالفت‌ها بر عهده نگرفت.
- مر زترا دوم، در سال ۵۲۰ میلادی با فرمان قباد یکم شاه ساسانی به صلیب کشیده شد.
- مر اهونای، به دلیل خطر سی سال در انظار عمومی ظاهر نشد.
- کفنای.
- حنینای.
- بوستنای، اولین راس جالوت در زمان حکومت اعراب.
- حنینا بن ادوی.
- حسدای.
- سلیمان.
- ایزاک ایسکاوی اول.
- یهودا زکای.
- موسی.
- ایزاک ایسکاوی.
- داوود بن یهودا.
- نترونای.
- حسدای دوم.
- اکبا.
- داوود بن زکای.

داوود بن زکای آخرین راس جالوتی بود که در تاریخ نقش مهمی داشت.

### قرائیم
شاهزاده‌های قرایی از قرن هشتم شروع شدند بعد از زمان دیوید بن جودا:
- آنان بن دیوید، پسر دیوید بن جودا.
- شائول بن عنان.
- یوشع،
- جهشافت بن شائول.
- بواز بن جهشافت.
- داوود بن بواز.
- سلیمان بن داوود.
- حزکیا بن سلیمان.
- حسدای بن حزکیا.
- سلیمان بن حسدای، در این زمان بیشتر گروه‌های قرایی توسط سلجوقیان نابود شدند.

### اولین نشانه‌های تاریخی
بعد از اسارت گرفته شدن یهودیان در بابل و آزاد شدن آن‌ها به دست هخامنشیان دو مرجع حکمرانی برای یهودیان در سرزمین اسرائیل و در بابل شکل گرفت. این دو مرجع از هم مستقل بوده که در نهایت باعث شکل‌گیری دو تلمود بابلی و اورشلیمی شد. مرجع سرزمین اسرائیل از نوادگان هیلل بودند. در این تفسیر بر کتاب آفرینش ۴۹:۱۰ مقایسه‌ای بین راس جالوت بابلی که با زور حکومت می‌کرد با راس جالوت از نوادگان هیلل که به صورت عمومی درس می‌داد انجام شده‌است. در این تفسیر همچنین آمده‌است که مسیح منجی یهودیان تا زمانی که راس جالوت بابلی و اورشلیمی از بین نرفته باشند ظاهر نخواهد شد.

### مقامهای بعدی
حنا اول که در زمان یهودای اول بود در فهرستی از راس جالوتها که در تلمود سدر اولم زتا ذکر شده‌است نام برده نشده‌است. در زمان ناتان اکبان سلسله ساسانیان شکل گرفت. این اتفاق در سدر اولم زتا ذکر شده‌است «در سال ۱۶۶ بعد از نابودی معبد، پارسیان به رومیان پیش تاختند.»
ناتان اکبان در بین عالمان بابل نقش بزرگی داشت. جانشین او حنا دوم بود که رب و شموئل مشاوران وی بودند.

### مر اکبانها
بر اساس سدر اولم زتا، در زمان نهمیا در ۲۴۵ سال بعد از نابودی معبد، پارسیان یهودیان را به شدت تحت فشار قرار دادند. جانشین نهمیا پسر او مر اکبان سوم بود. حمله شاپور دوم به ارمنستان در زمان مر اکبان سوم اتفاق افتاده‌است.

### در زمان پیروز و قباد
حنا پنجم را شاه پارسیان پیروز اعدام کرد. پیروز به شدت با راس جالوت مخالف بود و از این رو جانشین او تا زمانی سرکار نیامد. مر زترا که بعد از او سرکار آمد وضعیت بهتری داشت. در این زمان قیام مزدکیان که دیدگاه‌های کمونیستی داشتند سرزمین پارس را نابود کرده بود. مرزترا از این وضعیت استفاده کرده و با زور تصمیم به استقلال گرفت. شاه قباد که از این تصمیم خشمگین شده بود وی را در روی پل محوزا به صلیب کشید.
بوستنای که چندی بعد سرکار آمد اولین راس جالوت در زمان پس از حمله اعراب بود. بر اساس گزارشات بنجامین تودلایی، مقبره بوستنای در پمبدیتا محل زیارت مردم بود.

## در زمان اعراب
بعد از اینکه اعراب عراق را تحت کنترل گرفتند مقام راس جالوت را تأیید کردند. بوستنای در آن زمان راس جالوت بود. به دلیل خدماتی که بوستنای برای خلفا انجام داده بود یکی از دختران یزدگرد سوم به او داده شد. مسلمانان آن زمان به دلیل اینکه راس جالوت از نسل داوود بود و آن‌ها داوود را به عنوان پیامبر قبول داشتند احترام زیادی برای راس جالوت قائل بودند. در زمان عباسیان راس جالوت بر ۹۰ درصد یهودیان حکومت می‌کرد. بعد از اینکه حکومت عباسیان سقوط کرد قدرت راس جالوت تا فقط سرزمین ایران بود.
راس جالوت در زمان حکومت اعراب دارای مقرری سالیانه بود که از مالیاتهایی که از استانهای نهروان، فارسستان و هلوان گرفته می‌شد به مبلغ ۷۰۰ دینار در سال داده می‌شد.
حکومت عباسی آن‌ها را به عنوان رهبر سیاسی این مردم می‌دانسته و مسئولیت‌های اجرائی این جامعه از جمله همچون جمع‌آوری جزیه تحویل به موقع آن بر عهده رأس جالوت بوده‌است. اینها از امتیازات ویژه‌ای نیز برخوردار بوده‌اند. جوامع یهودی ایران هر ساله اعانات خود را برای رأس جالوت می‌فرستاده‌اند و در مقابل او نیز قضات و روحانیونی را برای اجرای شعائر دینی و همچنین اداره این جوامع به سمت آن‌ها گسیل می‌کرده. در قرون نخست اسلامی فعالیت این افراد موجب شد که شهرهای همدان و اصفهان به مراکز فعال فرهنگی یهودیان تبدیل شوند. در اواخر خلافت عباسی میان گائون سورا و پومبدیتا بر سر تصدی این مقام اختلافاتی بروز کرد که به کشمکش‌های طولانی انجامید و موجب قتل هر دو شد. پس از آن این منصب خالی ماند و دیگر کسی به عنوان رأس جالوت برگزیده نشد و این مقام از میان رفت.
در یک گزارشی که توسط یک راوی مسلمان از صحبتهای بین راس جالوت و مسلمانان ثبت شده‌است راس جالوت گفته‌است: «هفتاد نسل بین من و شاه داوود گذشته‌است ولیکن هنوز یهودیان به نسل پادشاهی من احترام می‌گذراند و وظیفه خود می‌دانند که از من محافظت کنند ولیکن شما نوه پیامبر خودتان (حسین بن علی) را بعد از یک نسل کشتید.»
پسر این راس جالوت نیز گفته‌است: «من قبلاً از کربلا عبور نمی‌کردم، محلی که حسین در آنجا کشته شد، بدون اینکه به اسب خود بکوبم (تا سریعتر بروم)، زیرا یک روایت قدیمی گفته بود که این محلی است که در آن یک بازمانده یک پیامبر کشته می‌شود، ولیکن از زمانی که حسین کشته شده‌است این پیش‌بینی به حقیقت پیوسته‌است [ و من می‌دانم که کسی که قرار بود کشته شود من نبودم] و من با آسودگی خیال از آن عبور می‌کنم.»
مسلمانان از تفاوت بین راس جالوت و قرائیم آگاه بودند و از این رو کسانی که تحت سیطره راس جالوت بودند جالوتی خوانده می‌شدند.